# Bignonia heterophylla
Bignonia heterophylla là một loài thực vật có hoa trong họ Chùm ớt. Loài này được (Seibert) L.G.Lohmann mô tả khoa học đầu tiên năm 2010.